# 弗里登胡普
弗里登胡普（Vreed en Hoop）是圭亞那的城鎮，也是埃塞奎博群島-西德梅拉拉區的首府，位於該國北部德梅拉拉河左岸的大西洋沿岸，處於海拔水平面，2009年人口3,202。